# Parakou
Parakou ist mit etwa 260.000 Einwohnern die drittgrößte Stadt der Republik Benin und Hauptstadt des Departements Borgou.

## Geschichte

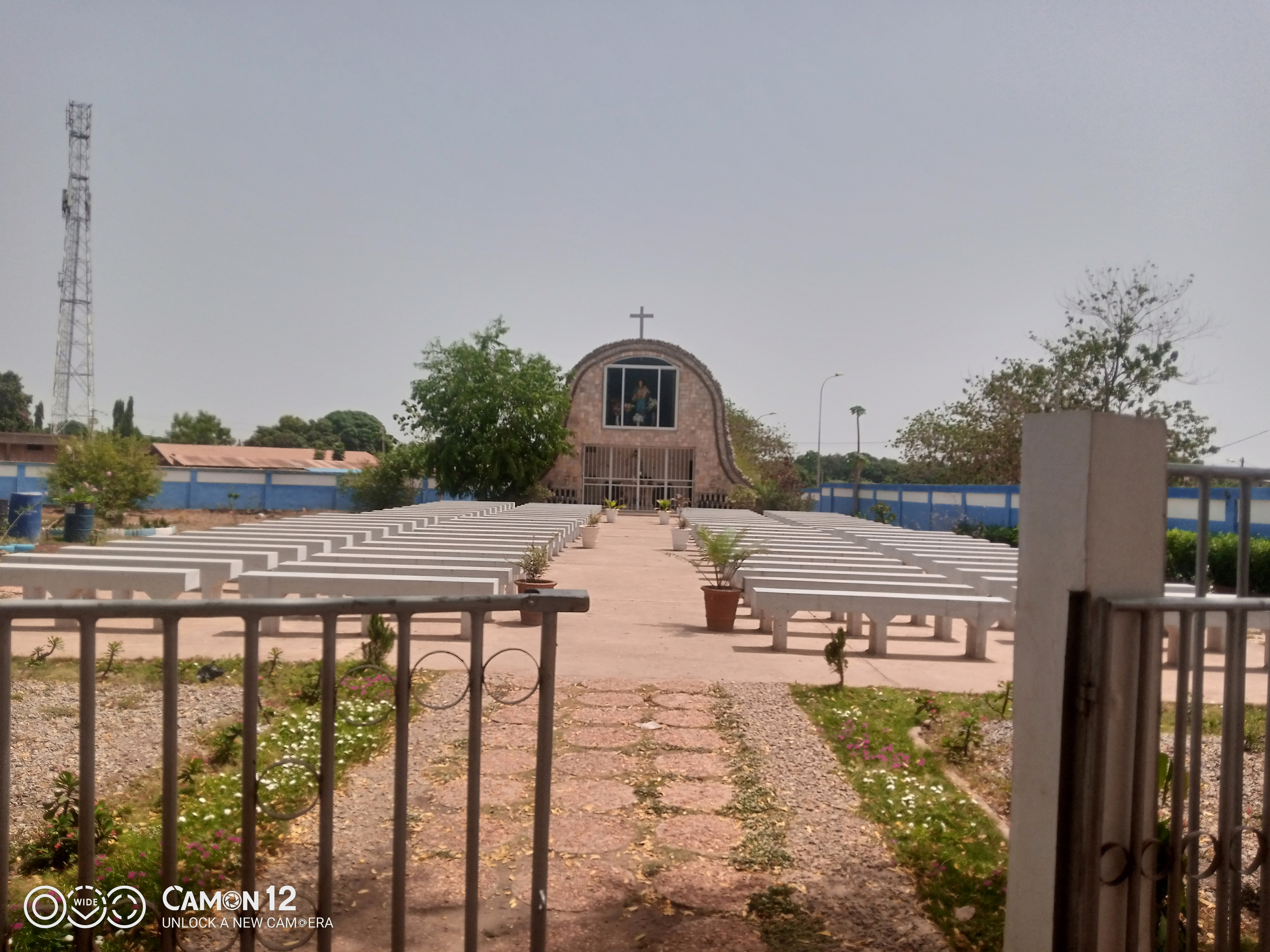
Kathedrale Saints-Pierre-et-Paul

Ein knappes Drittel der Einwohner gehört den Bariba an; Fon, Dendi und Yoruba haben einen Anteil von zusammen etwa 50 % an der Bevölkerung Parakous. Die Hälfte der Einwohner sind Muslime, ein Drittel Christen.
Die ca. 320 m hoch gelegene Stadt an der Nord-Süd-Hauptstraße, die die Küste Benins mit dem Binnenstaat Niger verbindet, ist außerdem Endpunkt der wichtigen Bahnlinie von Cotonou am Golf von Guinea.
Parakou ist ein bedeutender Marktplatz für die ländliche Umgebung in einem Umkreis von 50 Kilometern. Die verarbeitende Industrie konzentriert sich auf die Herstellung von Erdnussöl, Kapokfasern und Getränken (Brauerei).
Am 4. Februar 1993 stattete Papst Johannes Paul II. der Stadt einen Besuch ab und hatte ein Treffen mit Vertretern der Muslime im Centre Départemental d’Alphabétisation du Borgou sowie eine heilige Messe im Kommunalstadion. Am 16. Oktober 1997 wurde das Erzbistum Parakou mit den Suffraganbistümern Kandi, Natitingou und Djougou errichtet. Die katholische Cathédrale Saints Pierre et Paul ist eines der Wahrzeichen der Stadt.

## Verkehr
Dem Luftverkehr dient der Flughafen Parakou.
Parakou war Endpunkt der Bahnstrecke Cotonou–Parakou, die allerdings – wie das gesamte Eisenbahnnetz des Landes – seit 2019 ohne Verkehr ist. Verschiedene Versuche in den letzten hundert Jahren, die Bahnstrecke von hier bis Niamey zu verlängern, sind immer gescheitert.

## Städtepartnerschaft
Die Partnerstadt von Parakou ist seit 1993 Orléans in Frankreich.

## Persönlichkeiten
- Lazadi Fousséni (* 1993), Fußballspieler
- Coutoucou Hubert Maga (1916–2000), Politiker
- Chabi Mama (1921 bis 1996 oder 2001), Politiker
- Wily Mignon (1986–2025), Sänger, Arrangeur und Komponist
- Steve Mounié (* 1994), Fußballer